# Les Jardins du diable (film)
Ne doit pas être confondu avec Le Jardin du diable.
Pour plus de détails, voir Fiche technique et Distribution.
Les Jardins du diable (I giardini del diavolo) est un drame de guerre italo-égyptien réalisé par Alfredo Rizzo, sous le pseudonyme de Fred Ritz, et sorti en 1971.

## Synopsis
Trois prisonniers parviennent à convaincre une patrouille du désert de les suivre dans leur quête du tombeau d'un pharaon et de son trésor.

## Fiche technique
- Titre original : I giardini del diavolo
- Titre anglais : Heroes without glory
- Réalisation : Alfredo Rizzo crédité comme Fred Ritz
- Producteur : Natalino Gullo
- Scénario : Anthony Blod et Leo de Ny
- Photographie : Angelo Baistrocchi
- Musique : Lallo Gori, pseudonyme de Coriolano Gori)
- Montage : Piera Bruni et Gianfranco Simoncelli
- Direction artistique : Giovanni Catrambone
- Sociétés de production : Marina Cine Film
- Genre :  Drame de guerre
- Dates de sortie :
  -  Italie : 29 juillet 1971
  -  France : 12 avril 1973

## Distribution
- Jeff Cameron : le lieutenant Bellings
- Isarco Ravaioli : le major Briggs
- Lemmy Carson : le padre, connu également sous le nom de Kaptain Karl
- Rossella Como : Liesel
- Ahmed Ramzy : Casella (en tant qu'Amed Ramzy)
- Gualtiero Rispoli : Reed
- Robertino : Franco
- Alfredo Rizzo : le général
- Mohi Ismail
- Giuseppe Castellano : un soldat britannique

## Autour du film
Le film a été tourné dans le désert égyptien en louant des blindés Kader Walid et des jeeps GAZ-69 de l'armée de terre égyptienne.